# Le Tombeau de Couperin

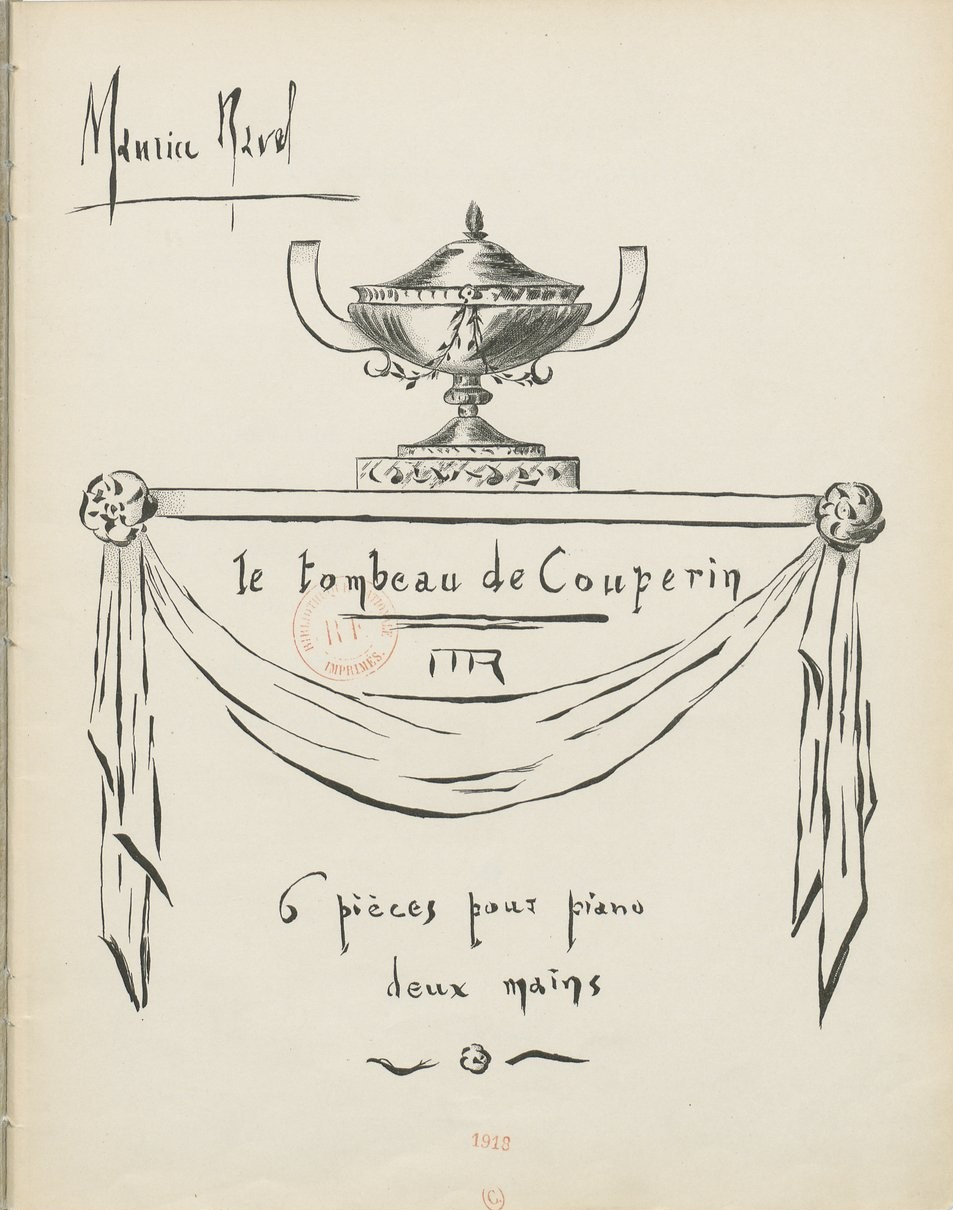
Von Ravel selbst gezeichnetes Titelblatt der Komposition, erschienen im Musikverlag Jacques Durand & Cie, Paris 1918

Le Tombeau de Couperin. Suite pour piano (deutsch: „Das Grabmal Couperins“) ist ein Klavierstück in sechs Sätzen von Maurice Ravel. Begonnen hat es der Komponist im Juli 1914, fertiggestellt war es 1917. Die Sätze dieser Klaviersuite sind jeweils einem im Ersten Weltkrieg gefallenen Kriegskameraden Ravels gewidmet, der letzte Satz dem 1914 gestorbenen Musikwissenschaftler und -kritiker Joseph de Marliave. Der Titel der Suite mit ihren barocken und teilweise höfischen Tanzformen bezieht sich auf die Werke des französischen Komponisten François Couperin (1668–1733).

## Geschichte
Maurice Ravel hielt sich 1914, wie meist in jedem Sommer, in Saint-Jean-de-Luz auf. Hier konzipierte er seine Musik, darunter ein Stück, das er zunächst Wien nannte, und das später als La Valse bekannt wurde, aber auch eine Musik für Klavier, die alte barocke französische Tänze zum Thema haben sollte. Es war eine kreative Phase, in der auch andere Stücke, wie das Trio für Violine, Cello und Klavier, entstanden. An seinen Freund und ehemaligen Schüler Roland-Manuel schrieb er am 1. Oktober 1914, dass er eine französische Suite schreiben werde: „Die ‹Marseillaise› wird darin nicht vorkommen, doch wird es eine Forlane, eine Gigue geben; allerdings keinen Tango.“ In der Zeit kurz vor dem Ersten Weltkrieg begann der Tango Argentino in Europa Mode zu werden. Der damalige Papst Pius X. empfand allerdings diesen Tanz als anstößig und setzte ihn auf den Index. Statt Tango zu tanzen, sollten die Leute lieber den alten friaulischen Tanz Furlana wiederbeleben. Auch Pius X. stammte aus dem Friaul. Vorübergehend hatten demzufolge in der Zeit triviale einfache barockisierende Tänze eine gewisse Beliebtheit. Später erschien ein wissenschaftlicher Artikel in der Zeitschrift Revue musicale von Jules Écorcheville, dem das Notenbeispiel einer solchen barocken Furlana oder Forlane von François Couperin beigelegt war. In dem Artikel wies Écorcheville nach, dass die historische Forlane vor allem von Kurtisanen getanzt wurde und durchaus erotische Elemente aufwies.
Ravel ließ sich davon inspirieren und begann noch im selben Jahr mit seiner Komposition, die unter anderem auch die Couperinsche Forlane aus dem Concerts Royaux IV zum Vorbild hatte. Mit dem Wort tombeau wurde in der französischen Barockmusik vor allem eine Trauermusik für verstorbene Musiker bezeichnet, darauf bezieht sich Maurice Ravel in seinem Werk. Er betrachtete es aber nicht als Hommage an François Couperin allein, sondern für die gesamte französische Musik des 18. Jahrhunderts. Im Ersten Weltkrieg meldete er sich 1915 freiwillig als Lastwagenfahrer und wurde 1917 aus dem Fronteinsatz entlassen. Erst in diesem Jahr konnte er das Stück vollenden. Die ersten fünf Sätze sind jeweils einem im Krieg gefallenen Kameraden Ravels gewidmet. Der letzte, eine Toccata, allerdings einem bereits am 24. August 1914 gefallenen Soldaten, dem Musikwissenschaftler und Kritiker Joseph de Marliave, einem bekannten Kenner der Streichquartette Ludwig van Beethovens und Ehemann der Pianistin Marguerite Long, die Ravel gut kannte. Projektiert hatte Ravel das Werk bereits vor seinen Kriegserfahrungen. 1919 erstellte Ravel eine viersätzige Orchesterfassung der Suite. Eine weitere Version, aus drei Sätzen bestehend, schrieb er 1920 für das königliche schwedische Ballett.
Uraufgeführt wurde die originale Klavierfassung von Marguerite Long am 11. April 1919 im Saal des Pariser Klavierbauunternehmens Gaveau. Es war ein großer Erfolg, die Pianistin musste das ganze Stück als Zugabe wiederholen.

## Widmungen der Sätze
Zur Erinnerung an (à la mémoire du …):
1. Prélude – Lieutenant Jacques Charlot[8] (13.09.1885 – 03.03.1915), ein Cousin von Jacques Durand, dem Musikverleger Ravels.
2. Fugue – Lieutenant Jean Cruppi, für dessen Mutter Ravel die Oper Die spanische Stunde komponiert hatte.
3. Forlane – Lieutenant Gabriel Deluc, einem baskischen Kunstmaler aus Saint-Jean-de-Luz.
4. Rigaudon – die Brüder Pascal und Pierre Gaudin, Jugendfreunde von Ravel, die 1914 gleichzeitig im Krieg gefallen waren.
5. Menuet – Jean Dreyfus, bei dessen Familie Ravel sich nach der Entlassung aus dem Kriegsdienst erholte. Jean war der Stiefsohn von Madame Fernand Dreyfus, die sich nach dem Tod von Ravels Mutter um Ravel kümmerte.[9]
6. Toccata – Joseph de Marliave, Musikwissenschaftler, der mit der Pianistin Marguerite Long verheiratet und ein Freund Gabriel Faurés war.

## Musikalische Struktur
Das Werk ist für Klavier zu zwei Händen entstanden und enthält sechs ursprünglich barocke Tänze. Inspirieren ließ sich Ravel durch eine Forlane aus den Concerts royaux IV von François Couperin. Mit zeitgemäßer Harmonik und impressionistischen Klangfarben schuf er eine Tanzsuite, die trotz der nachträglich eingefügten Erinnerungen an gefallene Kriegskameraden keine reine Trauermusik ist.
1919 begann Ravel eine Orchesterfassung mit vier Sätzen der Suite zu erstellen: Prélude, vif; Forlane, allegretto; Menuet, allegro moderato und Rigaudon, assez vif. Die Instrumentation besteht in den Bläsern aus einer Piccoloflöte, zwei Querflöten, zwei Oboen, einem Englischhorn, zwei Klarinetten, zwei Fagotten, zwei Hörnern und einer Trompete. Die Streicher bestehen aus ersten und zweiten Violinen, Bratschen, Violoncelli und Kontrabässen. Außerdem ist eine Harfe vorgesehen. Veröffentlicht wurde diese Orchesterfassung am 28. Februar 1920.
Der erste Satz, das Prélude, trägt die Tempobezeichnung vif (lebhaft), und Ravel setzt als Angabe für das Metronom den Wert  = 92. Die punktierte Viertelnote soll also 92 mal in der Minute angeschlagen werden. Die Tonart ist e-Moll, eine Tonart, die oft mit Trauer in Verbindung gebracht wird. Ein 12/16 Takt zieht sich durch den gesamten Satz. Ohne Wiederholungen besteht das Prélude aus 97 Takten. Die Dynamik bewegt sich zwischen  (pianissimo) und  (forte).
Die Fugue als zweiter Satz des Werks ist im 4/4-Takt gesetzt, auch hier herrscht die Tonart e-Moll vor. Als Tempo schreibt Ravel ein Allegro moderato („mäßig schnell“) vor. Das Metronom schlägt die Viertelnote hier 84 mal in der Minute ( = 84). Die Fuge weist 61 Takte auf und die Tonstärke schwankt zwischen  (pianissimo) und  (mezzoforte). Nach Ansicht des Musikwissenschaftlers Siegfried Schmalzriedt spielt Ravel in dieser traditionell komponierten Fuge ironisch darauf an, dass er den für Musiker sehr wichtigen Rompreis des Pariser Konservatoriums nie erhalten hat, obwohl er dafür favorisiert war.
Der dritte Satz, eine Forlane, deren Original von Couperin Ravel zu diesem Werk inspirierte, hat einen markanten tänzerischen synkopischen Rhythmus im 6/8-Takt. Sie soll im Tempo Allegretto (langsamer als die Fugue) mit der Metronomzahl  = 96 gespielt werden. Auch in diesem eher heiteren Tanzsatz beginnt die Tonart mit e-Moll, die hier weniger Trauer vermittelt, als eher Melancholie. Später wechselt sie vorübergehend in ein paar Takten zu E-Dur. Die Forlane erstreckt sich (ohne die Wiederholungen) über 162 Takte. In diesem Satz gelingt es Ravel, eine Verbindung des Urtümlichen mit dem Neuen und des Archaischen mit dem Modernen darzustellen.
Der Rigaudon ist ursprünglich ein heiterer und schneller südfranzösischer Volkstanz im geraden Takt. Bei Ravel ist es dies ein 2/4-Takt, der assez vif, „ziemlich lebhaft“, dargeboten werden soll. Eine Metromomangabe hat dieser Satz nicht. Nicht alles ist in diesem Tanz heiter, die impressionistische Nachdenklichkeit erscheint, wenn auch nur kurz, auch in diesem Stück, das zunächst in der Tonart C-Dur steht. Stimmungsvolle Volkstänze erfordern meist eine laute Musik, daher schreibt Ravel für den Rigaudon ein  (fortissimo) für die Teile des Tanzes vor, die in C-Dur stehen. Doch im Mittelteil des Tanzes wird die Musik lyrischer. Die Tonart wechselt zu c-Moll, das Tempo verlangsamt sich (moins vif, „weniger lebendig“) und die Tonstärke verringert sich zu einem  (pianissimo) und Ravel schreibt dem Pianisten die Betätigung des Dämpferpedals (sourdine) vor. Der Rigaudon hat 128 Takte. François Couperin komponierte 1713 einen Rigaudon für sein erstes Buch der Pièces de clavecin, diesem ist das Stück von Ravel in seiner Rhythmik ähnlich.
Der fünfte Satz, das Menuet, ist im 3/4- Takt gesetzt. Das Menuett ist ein eher ruhiger höfischer Tanz, der bei Ravel im getragenen Tempo  = 92 absolviert wird. Als Tempo ist im Notenblatt auch ein Allegro moderato vermerkt. Die anfängliche Tonart G-Dur geht nach 32 Takten, die wiederholt werden, nach g-Moll über. Das Stück ist durchgehend leise und hat insgesamt 128 Takte. Hans Heinz Stuckenschmidt schrieb über das Menuet: „Hinter der hellen, spielerischen Bewegung dieser Tänze […] verbirgt sich ein tief schmerzliches, ja tragisches Grundgefühl.“
Der Schlusssatz, die Toccata, ist mit der Tempobezeichnung vif und dem Metronomwert  = 144 das schnellste und temperamentvollste Stück der Suite in einem 2/4 - Takt und der anfänglichen Tonart e-Moll. Gegen Ende geht sie zunächst nach Fis-Dur, dann nach E-Dur über. Die Dynamik reicht von einem anfänglichen  (pianissimo) bis zu einem  (fortissimo). Die Toccata erstreckt sich über 253 Takte.
Als Inspiration für diesen Satz dienten Ravel die Etudes d’exécution transcendante von Franz Liszt. Das Barocke in Ravels Musik wird hier durch die Musik der Romantik, um dem Tombeau de Couperin einen angemessenen Abschluss zu verleihen, abgelöst. Er wollte der Pianistin Marguerite Long die Gelegenheit geben, am Ende noch ein brillantes virtuoses Stück darbieten zu können. Er selbst äußerte sich meist nie über seine Musik, aber diese Toccata hielt er für vollendet. In der später entstandenen orchestralen Suite enthält die Toccata gegen Ende ein paar bruitistische Klangelemente.
Die Spieldauer aller sechs Sätze der Komposition beträgt circa 26 Minuten.